# Magdeburger SV Börde 1949
Der Magdeburger SV Börde 1949 e. V. ist ein Sportverein in der Landeshauptstadt von Sachsen-Anhalt Magdeburg. Der etwa 500 Mitglieder starke Verein, kurz MSV Börde, bietet in fünf Abteilungen die Sportarten Fußball, Hockey, Basketball, Volleyball und Gymnastik an. Er nutzt das 2000 Zuschauer fassende städtische GutsMuths-Stadion im Westen der Stadt.

## Geschichte
Nach dem Zweiten Weltkrieg und nach dem durch die sowjetische Besatzungsmacht veranlassten Verbot für alle Sportvereine entstanden in Magdeburg zahlreiche provisorisch organisierte Sportgemeinschaften. Ab 1948 wurde der Sportbetrieb in der sowjetischen Besatzungszone durch die Gründung von Betriebssportgemeinschaften (BSG) neu geordnet. Unter dieser Voraussetzung schlossen sich auf Betreiben des Betriebsleiters des Magdeburger Baubetriebes Börde, Hermann Erdwig, am 22. April 1949 mehrere Magdeburger Sportgruppen zur Betriebssportgemeinschaft Börde Alte Neustadt Magdeburg zusammen. Die BSG wurde von ihrem Trägerbetrieb Baubetrieb Börde, später VEB Bau-Union, finanziell und organisatorisch unterstützt und begann mit den Sportarten Fußball, Handball, Schwimmen, Leichtathletik, Boxen und Tischtennis. Unter Beteiligung des Trägerbetriebes wurde noch 1950 das Stadion der Bauarbeiter mit Schwimmbad, Fußballplatz, Leichtathletikanlagen und einer Radrennbahn errichtet. Später nutzte die BSG auch das kleinere GutsMuths-Stadion. Sehr schnell entwickelte sich die BSG zu einer der stärksten Sportgemeinschaften Magdeburgs. Binnen eines Jahres stieg die Mitgliederzahl auf 2000, und bis Ende 1950 waren 17 Sportsektionen entstanden. Nach Gründung der zentralen Sportvereinigungen für die einzelnen Gewerkschaftssparten wurde die Sportgemeinschaft 1952 in BSG Aufbau Börde Magdeburg umbenannt.
Von Beginn an war die Sektion Schwimmen erfolgreichste Sparte der BSG. Zwischen 1950 und 1954 erkämpften die Schwimmer bei den Damen und Herren 19 DDR-Meistertitel. Die Wasserballer wurden 1952, 1953 und 1954 DDR-Meister. Im Tischtennis konnte die BSG Börde von 1950 bis 1953 sechs Meistertitel gewinnen und die Hockeydamen wurden 1953 DDR-Meister auf dem Feld. Die Schachspieler wurden bei der ersten DDR-Mannschaftsmeisterschaft im Schach 1950 Vizemeister und waren bis 1955 in den Finalrunden vertreten. Weniger erfolgreich war die Sektion Fußball. Deren 1. Mannschaft beteiligte sich schon 1947/48 an der Bezirksmeisterschaft Magdeburg, später an der Landesmeisterschaft in Sachsen-Anhalt, konnte sich für darüberhinausgehende Wettbewerbe aber nicht qualifizieren. 1952 gehörte die BSG Aufbau zu den Gründungsmannschaften der neu eingeführten drittklassigen Bezirksliga Magdeburg, in der sie mit kurzen Unterbrechungen bis 1966 spielte. Auch zwischen 1972 und 1976 war Aufbau Börde noch einmal drittklassig. Im Spielbetrieb des Deutschen Fußball-Bundes war der MSV Börde zwischen 2004 und 2008 in der fünftklassigen Verbandsliga Sachsen-Anhalt vertreten.
Bekanntester Sportler der BSG Aufbau ist der Straßenradsportler Täve Schur. Er kam 1951 durch den Anschluss seiner Sportgemeinschaft Grün-Rot Magdeburg zur BSG Börde. Für die Magdeburger gewann er 1951 mit der DDR-Meisterschaft im 100 km Mannschaftsfahren und 1954 mit dem Gewinn der DDR-Einzelstraßenmeisterschaft seine ersten Titel. Nach seinem Wechsel zum SC DHfK Leipzig wurde er zweimal Weltmeister und gewann zweimal das internationale Etappenrennen Friedensfahrt. Auch der Olympiasieger und dreifache Europameister, der Kanute Günter Perleberg, begann seine sportliche Laufbahn bei der BSG Börde.
Mit diesem erfolgreichen Abschneiden war die BSG Aufbau Börde zur leistungsstärksten Sportgemeinschaft in Magdeburg herangewachsen. Die Situation änderte sich, als die zentralen Sportvereinigungen angewiesen wurden, zur Konzentration des Leistungssports neue Sportklubs zu bilden. Dank der hervorragenden Arbeit der BSG Aufbau wurde 1955 in Magdeburg der Schwerpunktklub der Sportvereinigung Aufbau, der SC Aufbau Magdeburg gegründet. Die BSG Aufbau musste ihre leistungsstärksten Sektionen an den Sportklub abgeben und war fortan nur noch für den Breitensport zuständig.

## Entwicklung des Sportvereins MSV Börde
Mit der deutschen Wiedervereinigung und der damit verbundenen wirtschaftlichen Veränderungen entfiel die ökonomische Basis für die Betriebssportgemeinschaften, sie mussten sich in bürgerliche Vereine umstrukturieren. Die BSG Aufbau Börde wurde am 20. Juli 1990 in den Magdeburger SV Börde 1949 e. V. umgewandelt. Alter und neuer Vorsitzender blieb Günter Quoos. Von Anfang an dabei waren die Abteilung Fußball, Handball, Hockey, Volleyball und Gymnastik. Später kamen noch Basketball und Kraftsport hinzu, sodass der Verein 2008 über sieben Abteilungen verfügte. Zu diesem Zeitpunkt war die Hockeymannschaft in der 1. Mitteldeutschen Liga aktiv. In den Jahren 2013 und 2014 gelangen sowohl auf dem Feld als auch in der Halle der Aufstieg in die Oberliga. Die Basketballer waren in der Landesliga vertreten. Die Fußballabteilung trat 2008 mit drei Männermannschaften, sieben Nachwuchsmannschaften und einem Altherrenteam an. Seit dieser Saison spielte die 1. Mannschaft des MSV Börde in der siebentklassigen Landesliga Sachsen-Anhalt. In der Saison 2014/15 erreichte der MSV in der Staffel Nord der Landesliga Platz drei. Da in der Verbandsliga Sachsen-Anhalt mehrere Mannschaften zurückzogen, reichte dem MSV der dritte Platz zum Aufstieg in die Verbandsliga. Nach der Saison 2017/18 stiegen die Fußballer als Tabellenletzter wieder in die Landesliga ab.

## Sportanlagen

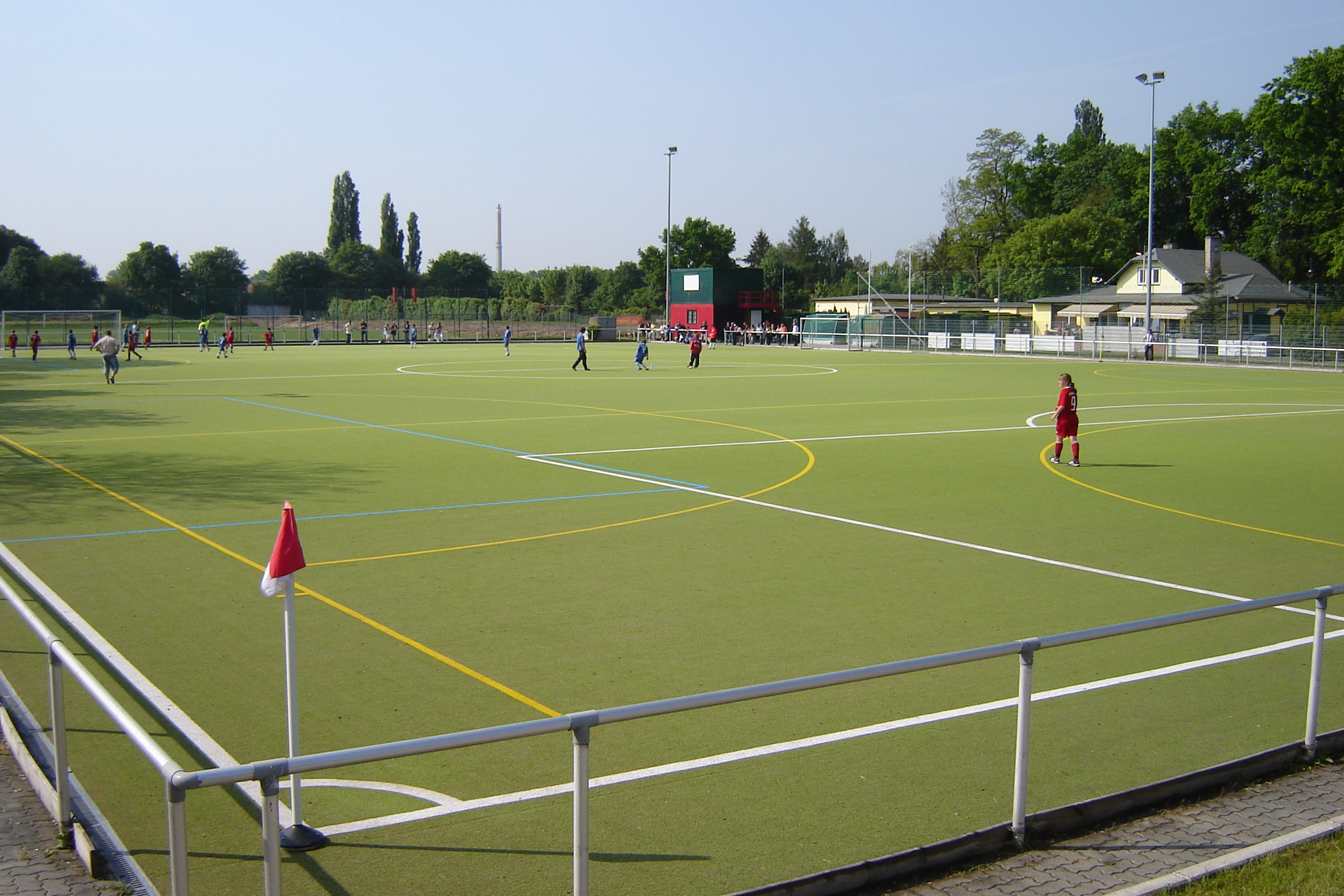
Kunstrasenplatz

Die Abteilungen Fußball und Hockey nutzen die Anlagen des städtischen Sportkomplexes GutsMuths Stadion im Stadtteil Stadtfeld. Es verfügt über einen Rasen- und einen Kunstrasenplatz, eine Beachvolleyballanlage und bietet ca. 2000 Zuschauern bei 60 Sitzplätzen Platz.